# 一魁斎京次郎
一魁斎 京次郎（いっかいさい きょうじろう、1977年〈昭和52年〉3月 - ）は日本の奇術師、和妻師。

## 概要
辻調理師専門学校卒業後、洋菓子店を経て芸能養成所に入所した。
無形文化財である和妻に舞踊を加えたパフォーマンスを行っている。

## 主な出演
- BSフジ マジックの祭典「ザ・マジックシアター」第5弾　出演
- 世界遺産高野山　金堂にて奉納パフォーマンス
- 大阪護国神社　奉納パフォーマンス
- 日本テレビ「ニノさん」　こりゃあ世界でウケるかも！出演
- 国際会議ABACにてアトラクション出演
- ASEAN CEO交流会にてパフォーマンス披露
- 月曜プレミア「世界最高マジシャン」和リュージョン演出指導
- NHK 連続テレビドラマ小説「純と愛」出演　奇術指導・道具貸出
- 日本テレビ「ナイナイプラス」Mr.マリックが脅威を感じるマジシャン
- 文化庁芸術復興イベント　多数出演
- King cap International Young Magic Competition 2012　日本代表ゲスト
- 無形文化財 和妻公演「座・和妻」（国立演芸場）
- MBS せやねん「TKF大祭り」イリュージョン製作演出
- 関西テレビ「ギョクセキ!」